# Crocomela maxima
Crocomela maxima là một loài bướm đêm thuộc phân họ Arctiinae, họ Erebidae.